# Dăunător

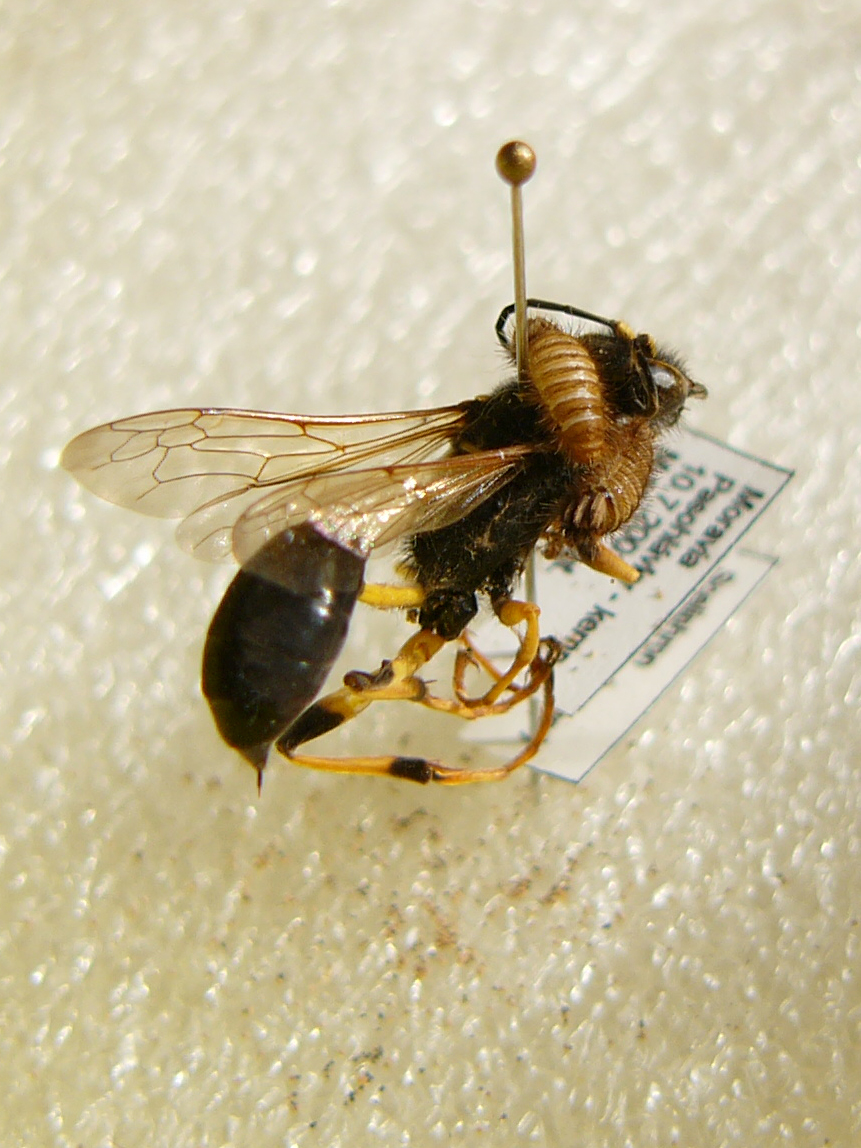
Larve de gândac care distrug un exemplar de Sceliphron destillatorius într-o colecție entomologică

Un dăunător este orice animal sau plantă dăunătoare oamenilor sau preocupărilor umane (de exemplu culturi de plante sau animale, silvicultură etc.). Termenul este folosit și pentru organisme care provoacă distrugeri în gospodărie. În sensul său cel mai larg, un dăunător este un concurent al umanității.

## Concept
Un dăunător este orice organism viu (animal, plantă sau ciupercă) care invadează sau cauzează probleme plantelor sau animalelor, oamenilor, preocupărilor sau structurilor construite de către aceștia. Este un concept deschis, deoarece un organism poate fi un dăunător într-un anumit cadru, dar benefic, domesticit sau acceptabil în altul. 

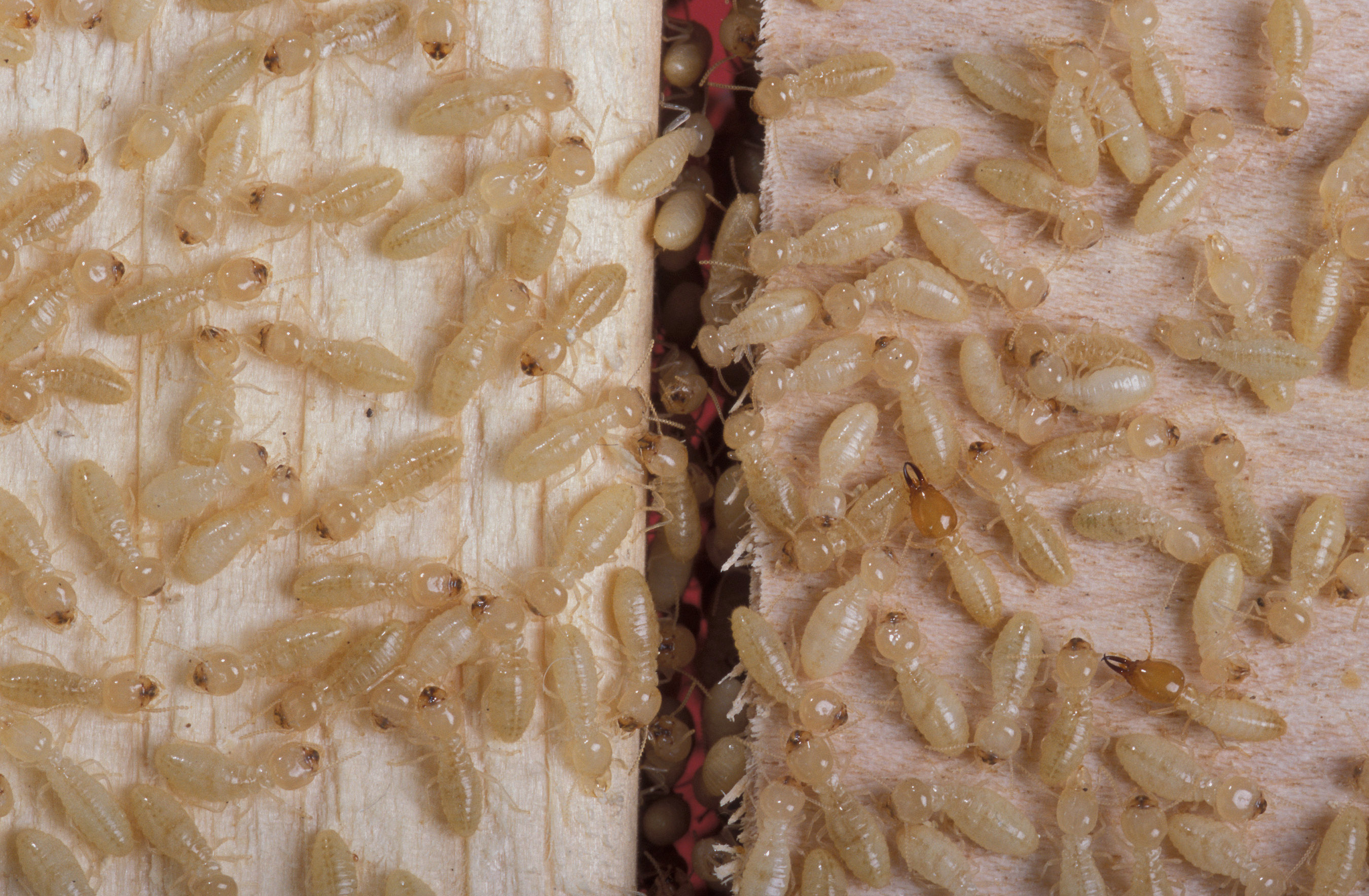
Dăunătorii (precum aceste termite) apar adesea în densități mari, ceea ce face ca daunele pe care le produc să fie chiar mai importante

Animalele sunt numite dăunători atunci când produc pagube în agricultură prin hrănirea cu culturi sau parazitarea acestora (de exemplu, Anthonomus grandis ca parazit al bumbacului). Un animal ar putea fi, de asemenea, un dăunător atunci când provoacă daune unui ecosistem sălbatic sau aduc germeni în habitatele umane. Astfel de exemple includ acele organisme care vectorizează boala umană, cum ar fi șobolanii și puricii care poartă boala ciumei, țânțarii care vectorizează malaria și căpușele care poartă boala Lyme. 
O specie poate fi un dăunător într-un cadru, dar benefică sau domesticită într-un altul (de exemplu, iepurii de vizuină introduși în Australia au provocat daune ecologice la scară mult mai mare decât în habitatul lor natural). Multe buruieni sunt, de asemenea, considerate utile în anumite condiții; unele sunt hrană pentru albine, dar pot otrăvi animale sălbatice. 
Termenul „dăunător vegetal” are o definiție specifică în termenii „Convenției internaționale pentru protecția plantelor” și a măsurilor fitosanitare la nivel mondial. Un dăunător este orice specie, tulpină sau biotip de plante, animale sau agenți patogeni dăunători plantelor sau produselor vegetale. Plantele pot fi considerate dăunători în sine dacă sunt o specie invazivă. 
Grupurile de animale de cea mai mare importanță ca dăunători (în ordinea importanței economice) sunt insectele, acarienii, nematodele și gastropodele. Dăunătorii plantelor pot fi clasificați ca monofagi, oligofagi și polifagi, în funcție de câte gazde au. În mod alternativ, ei pot fi clasificați în funcție de tipul de hrănire (mușcă, mestecă,  sug etc.). O altă abordare este clasificarea lor în funcție de prezența populației ca dăunători de bază, dăunători ocazionali și potențiali dăunători. În ceea ce privește biologia populației, există parametri de definire precum rata de creștere a populației dăunătorilor (r); capacitatea de transport a dăunătorilor (k) și raportul r:k. 

## Animale

### Vertebrate

#### Păsări
- Porumbeii și pescărușii mănâncă mâncare umană și sunt purtători ai unor boli
- Alte păsări, precum ciorile, mănâncă recolte
- Gâsca canadiană este considerată pe scară largă ca dăunători în Statele Unite și în Noua Zeelandă
- Ciocănitorile distrug acoperișuri și cuibăresc în ele. Ele produc pagube structurale la case

#### Amfibieni
- Broasca de trestie au avut efecte negative grave asupra multor ecosisteme la care a fost introdusă, în special în Australia. Pielea sa este toxică, ucigând multe animale sălbatice și domestice care încearcă să o mănânce.

#### Mamifere
- Șoarecii, șobolanii și alte rozătoare mici afectează culturile și produsele depozitate.
- Iepurii de vizuină ca specie introdusă în Australia decimează populațiile de plante native.
- Vulpile, oposumii, ratonii și urșii mănâncă deșeuri.
- Vulpile roșii, introduse și în Australia, au fost implicate în extincția mai multor mamifere native din țară.
- Castorii distrug copacii.
- Marmotele și cârtițele distrug gazonul.
- Pisicile și câinii sălbatici se hrănesc cu mâncare umană și sunt purtători de diverse boli.
- Coioții, lupii, hienele, pumele, leoparzii, tigrii și leii mănâncă animale.
- Liliecii vampiri beau sângele animalelor.[5]
- Tigrii și leoparzii pradă comunitățile agricole din (de exemplu) diverse părți ale Indiei.[6]
- Mistreții dăunează culturilor și răspândesc boli.

### Nevertebrate

#### Insecte și arahnide

##### Artropode agricole și domestice

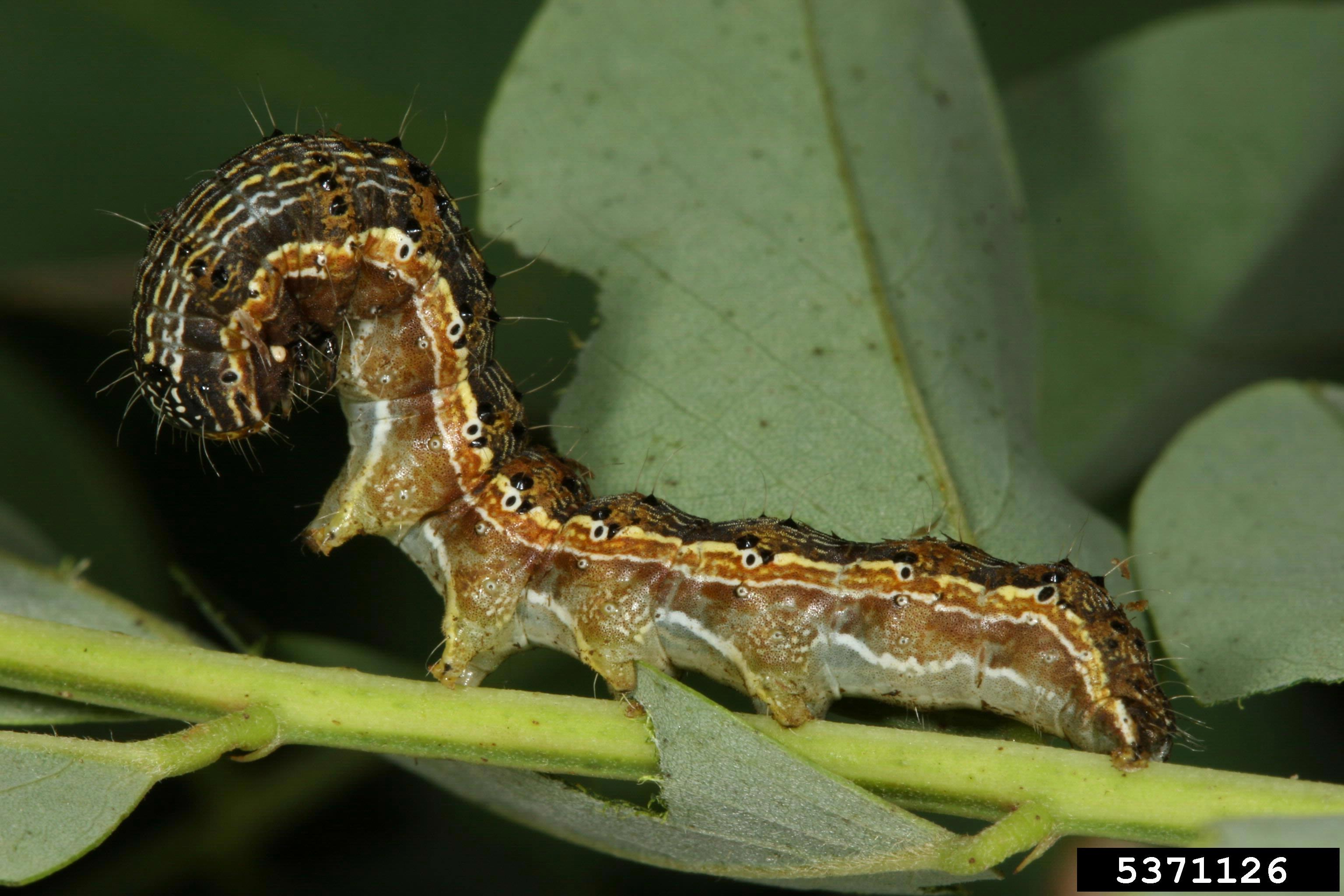
Caterpillar produce pagube recoltelor

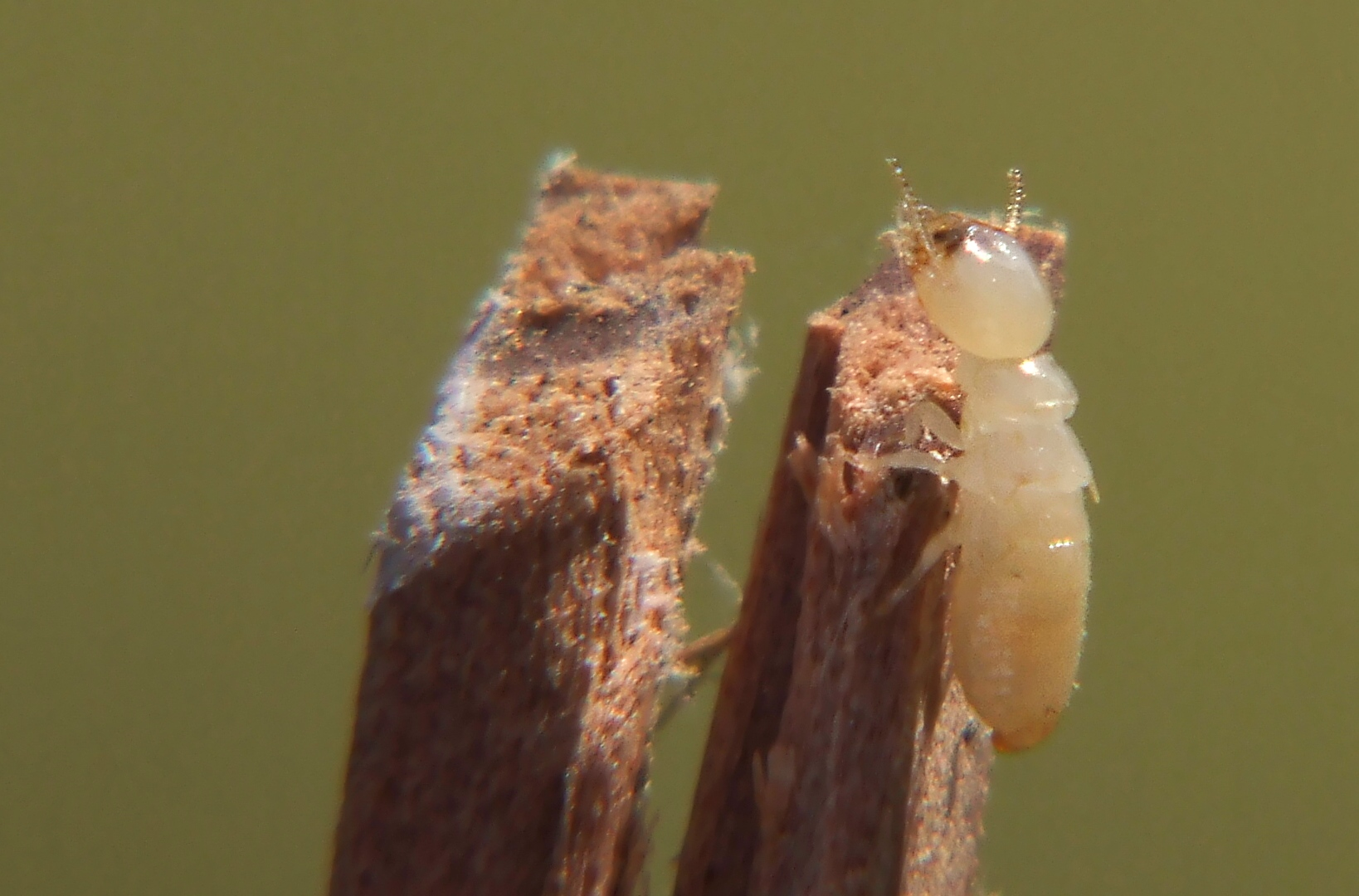
Termitele produc pagube structurale

- Exemple de insecte dăunătoare agricole și horticole includ: 
  - afide și alte hemiptere dăunătoare,
  - tizanoptere,
  - larve de lepidoptere, diptere și coleoptere,
  - acarieni,
  - lăcuste și greieri.
- Furnicile, gândacii, muștele și viespile
- Termitele, viermii de lemn și furnicile de lemn cauzează pagube structurale
- Mantodee

##### Dăunători de copac și pădure
- Moliile atacă copaci cu esență tare

##### Ectoparaziți
- Sarcoptes scabiei provoacă scabie
- Căpușele și acarienii provoacă iritații și pot răspândi boli
- Păduchii și puricii pot provoca iritații ale pielii
- Țânțarii, muștele țețe provoacă iritații și boli

#### Moluște gastropode
Acestea includ limax și melci